# Parc national du Pomorié de l'Onega
Le parc national du Pomorié de l'Onega (russe : Национальный парк Онежское Поморье) est un parc national du nord de la Russie, situé sur la péninsule d'Onega dans l'oblast d'Arkhangelsk. Il a été créé le 26 février 2013. Le parc protège des forêts vierges et des paysages côtiers. La superficie du parc est de 2016 km².

## Histoire
La création du parc national a débuté en 1997, il a fallu attendre 2002 pour en approuver les limites. Le 22 décembre 2011, le gouvernement de la fédération de Russie a acté la décision de créer un parc national sur la péninsule de l'Onega, et le parc a été créé le 26 février 2013.

## Géographie
Le parc occupe une grande partie de la péninsule d'Onega et des parties adjacentes de la mer Blanche. Il n'y a pas en toutes saisons des moyens de transport terrestre sur le continent. La plupart de la région est couverte de forêt. L'élan, l'ours brun, le loup et le renard roux, sont communs dans le parc. Le béluga se reproduit dans la mer Blanche. En hiver, la mer est gelée.

## Tourisme
Le parc peut être visité uniquement avec un permis obtenu au préalable. La durée maximale de séjour est de dix jours, à l'exception des résidents de la région, qui peuvent se loger dans le parc jusqu'à un an.